# زاپایان
زاپایان (انگلیسی: Zapayán) نام شهری در کشور کلمبیا است.